# 本溪银行
本溪银行是是中国辽宁省本溪市的一家区域性股份制商业银行。

## 历史
本溪银行的前身为1993年9月成立的本溪市城市信用联社，2007年改组为“本溪市城市信用社股份有限公司”，2010年更名为“本溪市商业银行”。
依照《辽宁银监局关于本溪市商业银行更名的批复》（辽银监复[2018]276号），本溪市商业银行股份有限公司更名为“本溪银行股份有限公司”，并于2018年12月11日在本溪市工商局完成变更。更名后的本溪银行继承原本溪市商业银行的业务、合同及法律文件。